# Porte d’Amont

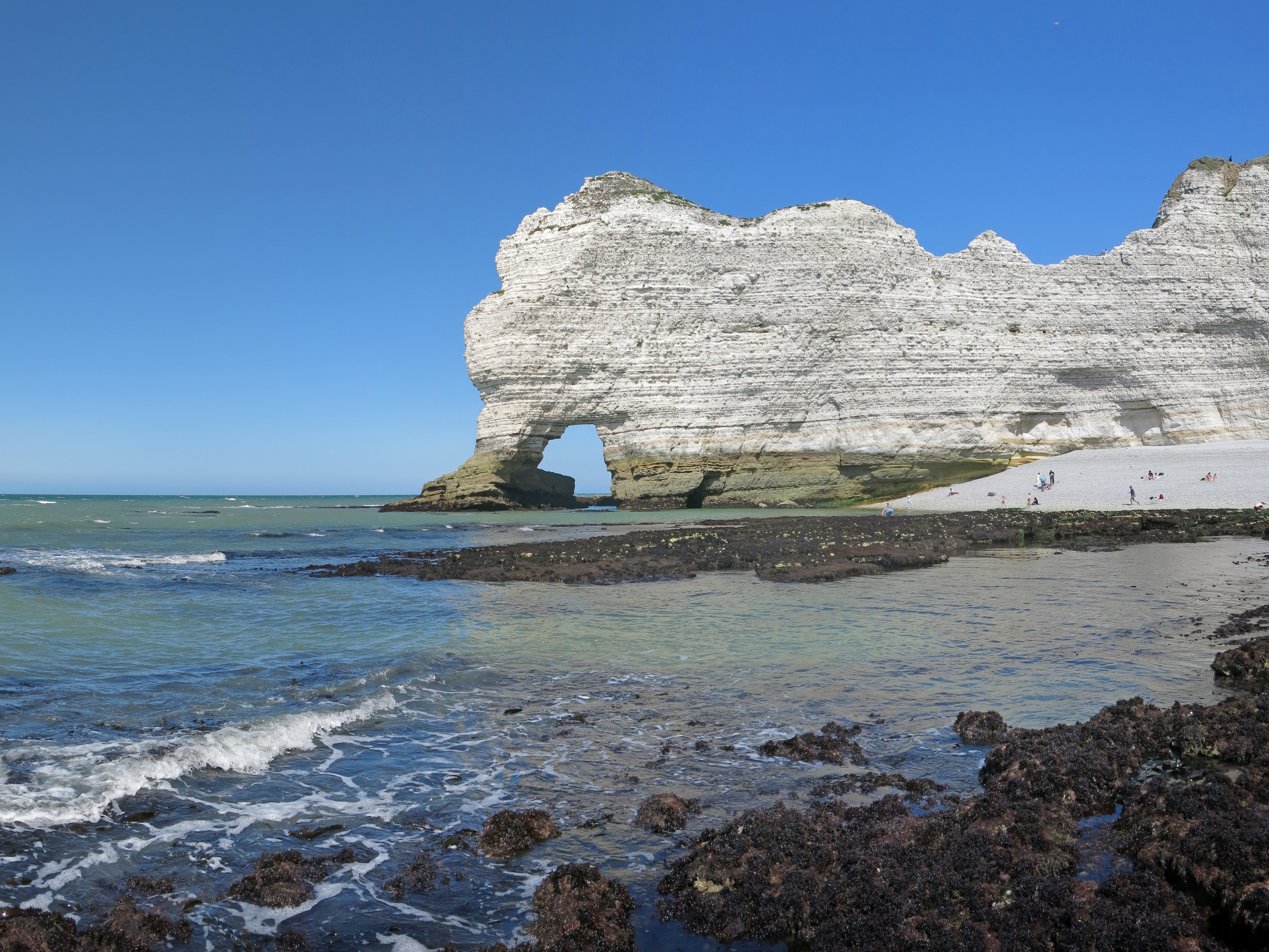
Porte d’Amont, Blick von Südwesten, 2019

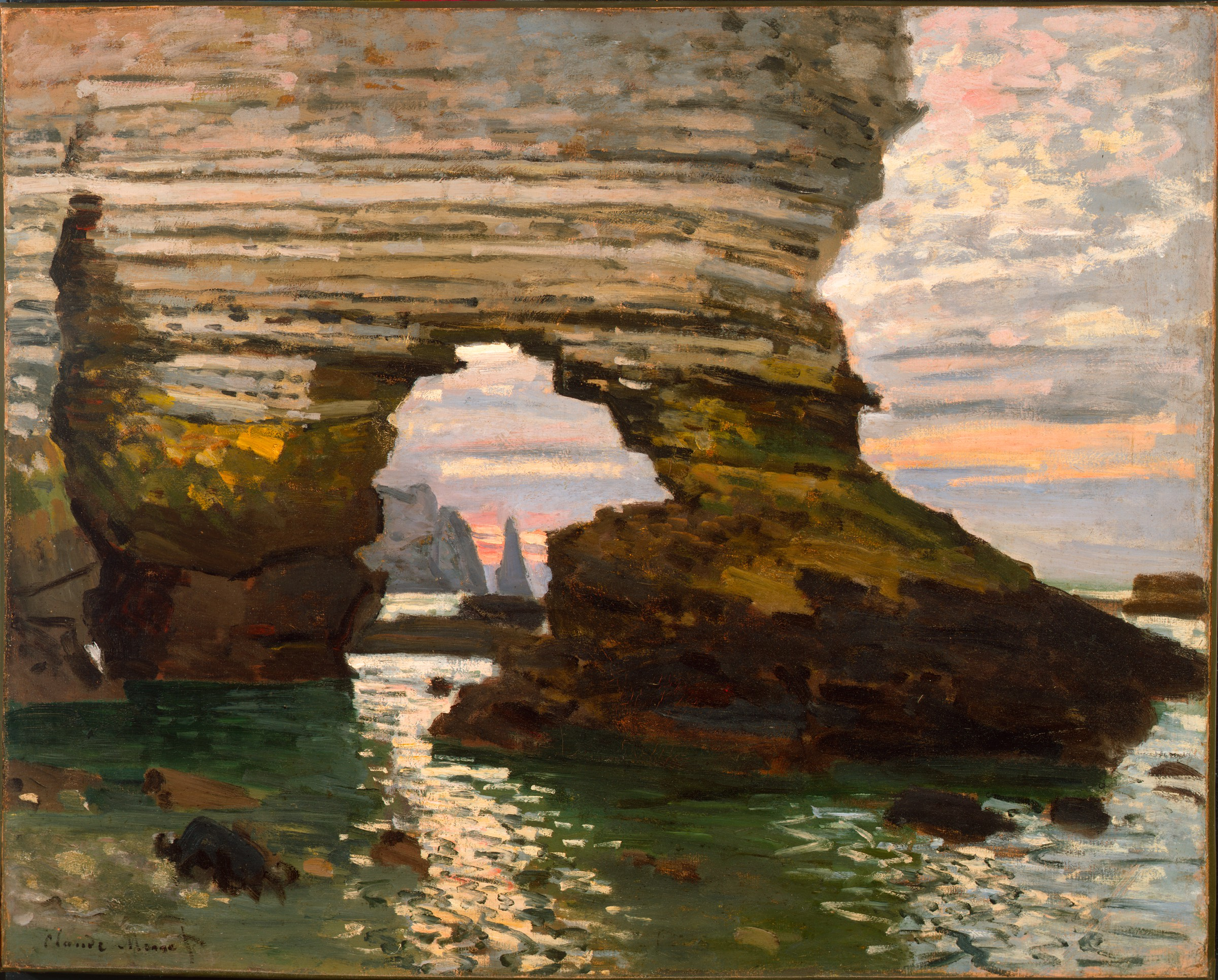
Bild Claude Monets mit einem Blick von Osten, etwa 1868/69

Porte d’Amont ist eine markante Felsformation an der Alabasterküste in der Normandie in Frankreich. 
Sie befindet sich im Gemeindegebiet von Étretat nordöstlich des Orts, von wo aus eine weiße Treppe über 350 Stufen zum 39 Meter hohen Felsen führt. Es handelt sich um einen Kreidefelsen, der von braun-schwarzen Lagen aus Feuersteinen durchzogen ist. Er zieht sich schmal über etwa 120 Meter in nordwestlicher Richtung in den Ärmelkanal hinein. An der Spitze befindet sich ein das Erscheinungsbild prägender Felsbogen, der im engeren Sinne als Porte d’Amont bezeichnet wird. Für die Felsformation sind auch die Namen Falaise d’Amont bzw. Cap de la Porte d’Amont gebräuchlich.
Östlich des Porte d’Amont liegt die enge Meeresbucht Le Chaudron (deutsche Wortbedeutung: Kessel). Landeinwärts, südlich auf dem Rücken der Felsformation befindet sich weithin sichtbar die Kapelle Notre-Dame-de-la-Garde, sowie das an Flugpioniere erinnernde Nungesser-und-Coli-Denkmal.
Wie auch andere Teile der Alabasterküste war die Porte d’Amont häufiges Motiv von Künstlern. So zeigen auch Werke von Claude Monet die Felsformation.